# Loxogramme biformis
Loxogramme biformis är en stensöteväxtart som beskrevs av Tag. Loxogramme biformis ingår i släktet Loxogramme och familjen Polypodiaceae. Inga underarter finns listade.